# Priemkruid
Priemkruid (Subularia aquatica) is een eenjarige (soms tweejarige) waterplant uit de kruisbloemenfamilie (Brassicaceae). De soort komt van nature voor in Noord-Europa, Noord-Amerika en Azië. Het aantal chromosomen is 2n = 28.
De plant wordt 1,5-15 cm hoog en vormt een bladrozet met vezelachtige wortels, die vaak langer dan de plant zijn. De wortels zijn gevuld met grote intercellulaire luchtholten. Er zijn alleen priemvormige en enigszins afgeronde, opstaande of opgaande, 1-7 cm lange, rozetbladeren (fyllodia), die aan de basis breder en schedeachtig zijn. De stengels zijn heen en weer gebogen.
Priemkruid bloei vanaf juli tot in oktober. De bloeiwijze is een tros met meestal 2-6 (12), witte bloemen. De bloemstelen zijn 1-7 mm lang tegen de tijd dat de vrucht rijp is. De bloemen worden pas geopend en kruisbestoven als de bloemen boven het wateroppervlak uitgroeien. Als ze constant onder water staan, blijven ze gesloten en bestuiven ze zichzelf, zijn dan cleistogaam. De rechtopstaande kelkbladen 0,7-1 mm lang en 0,2-0,5 mm breed. De vier kroonblaadjes zijn 1,2-1,5 mm lang en 0,2-0,5 mm breed.
De vrucht is een opgezwollen, ovaal, 0,15-0,55 mm lang en 1,2-2 mm breed hauwtje met 1-nervige kleppen en in ieder hokje 2-4 zaden. Het lichtbruine, ovale zaad is 0,8-1 mm lang en 0,5-0,8 mm breed.

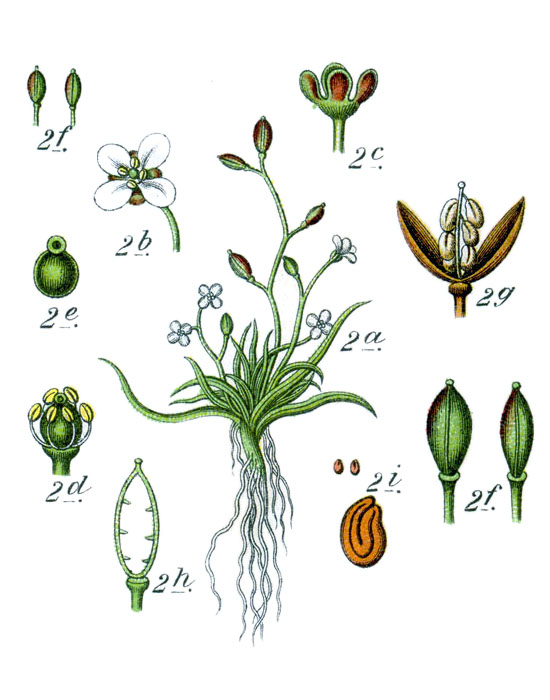
Illustratie door Jacob Sturm
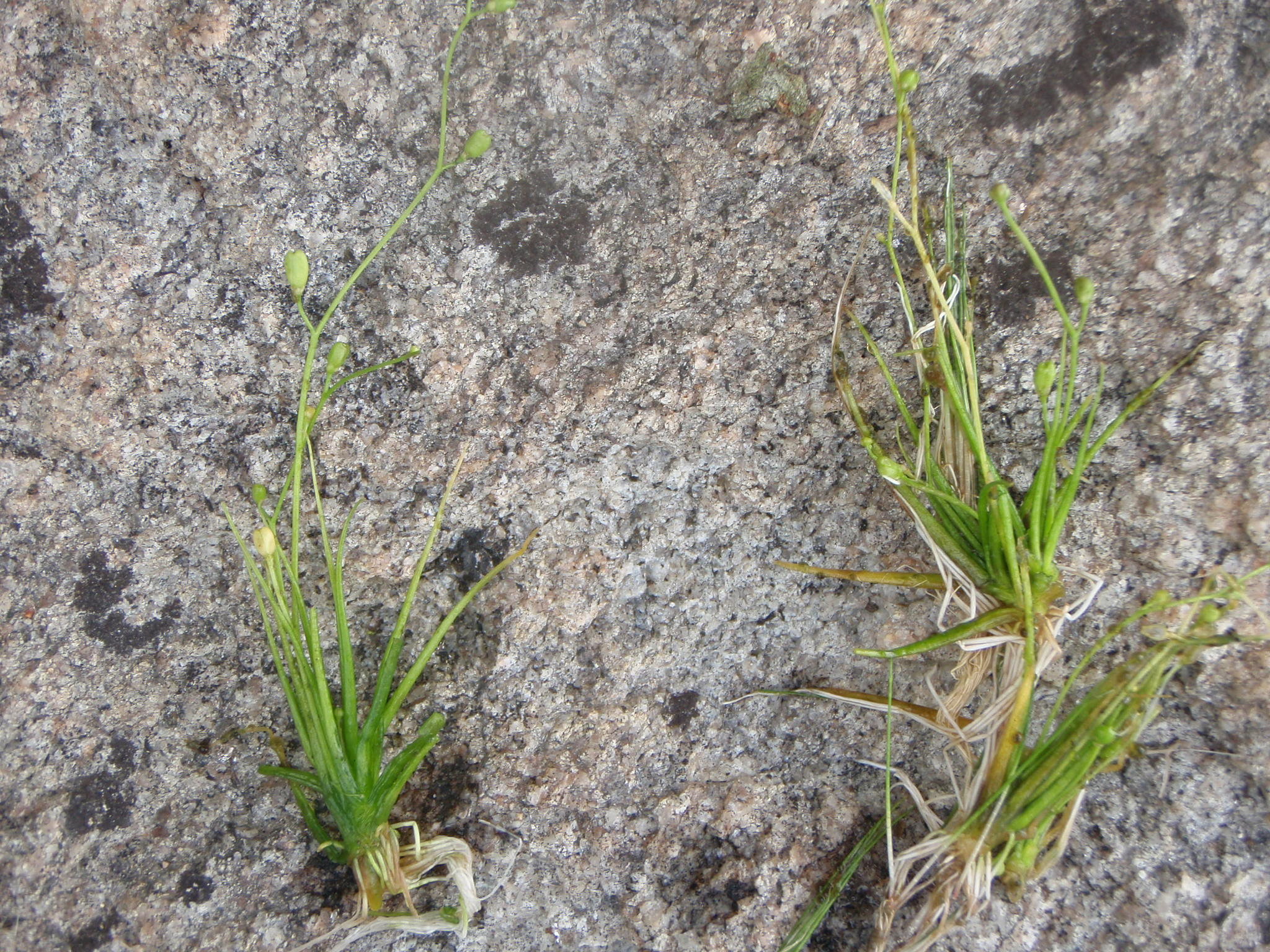
Planten
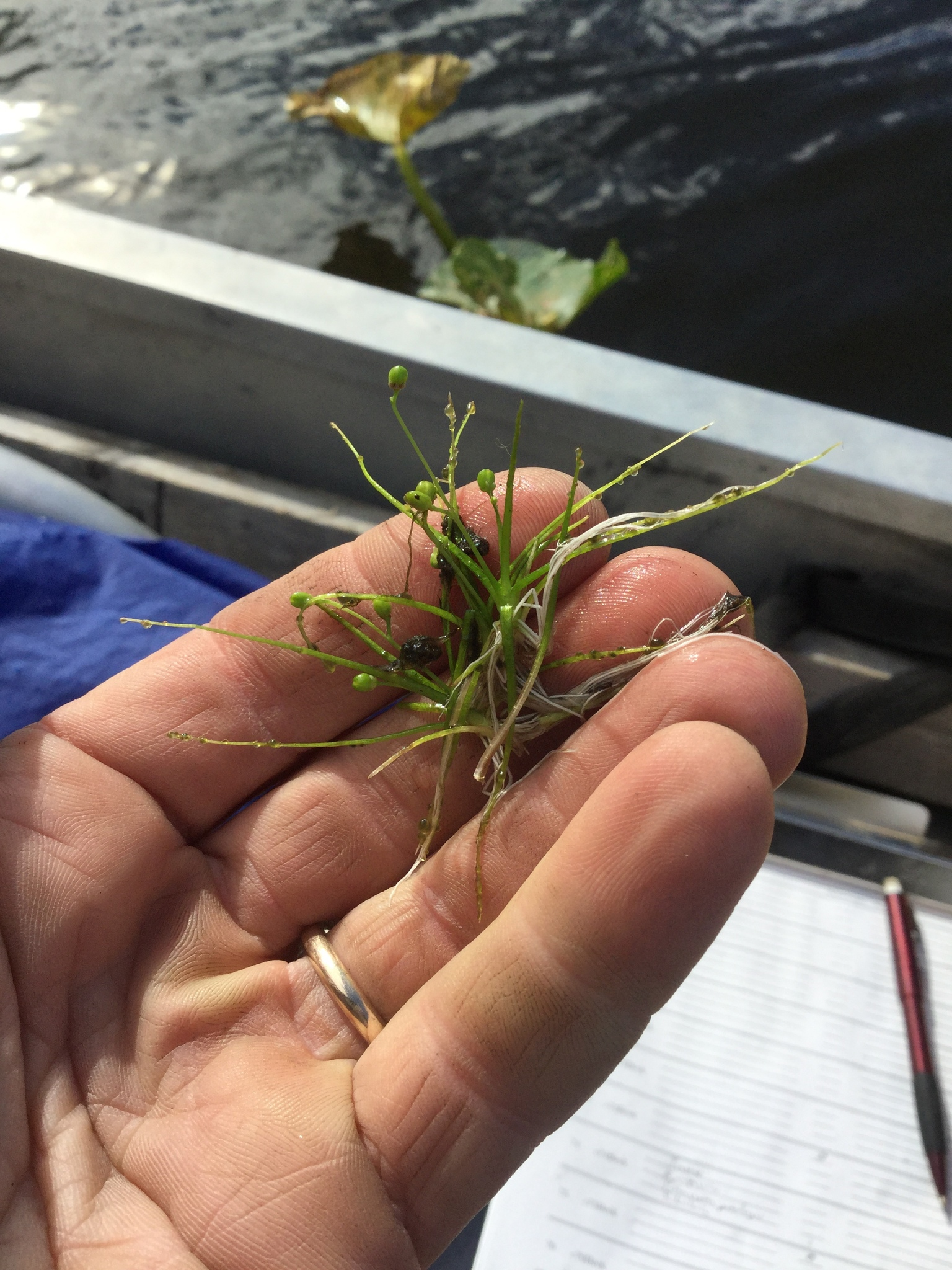
Plant
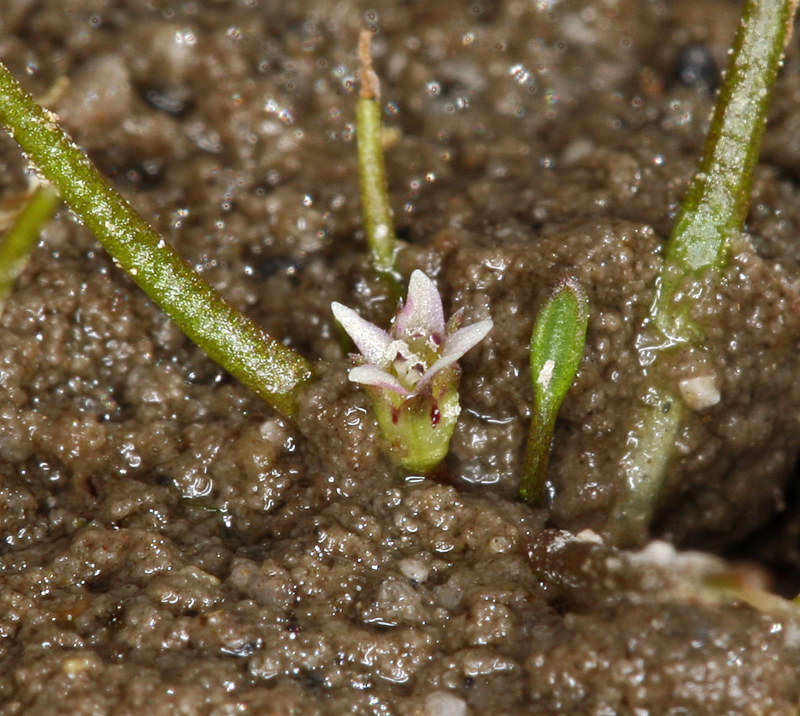
Bloem
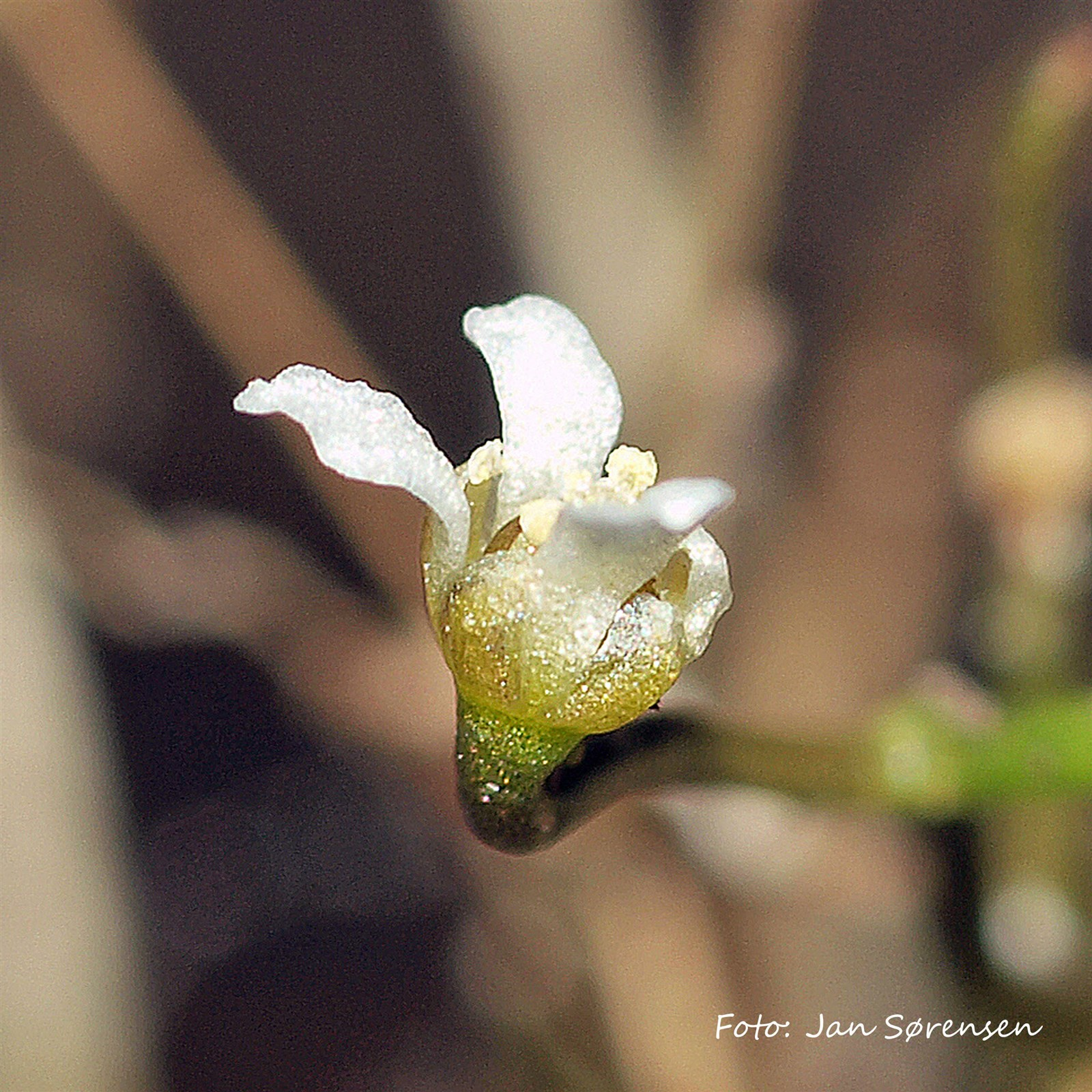
Bloem
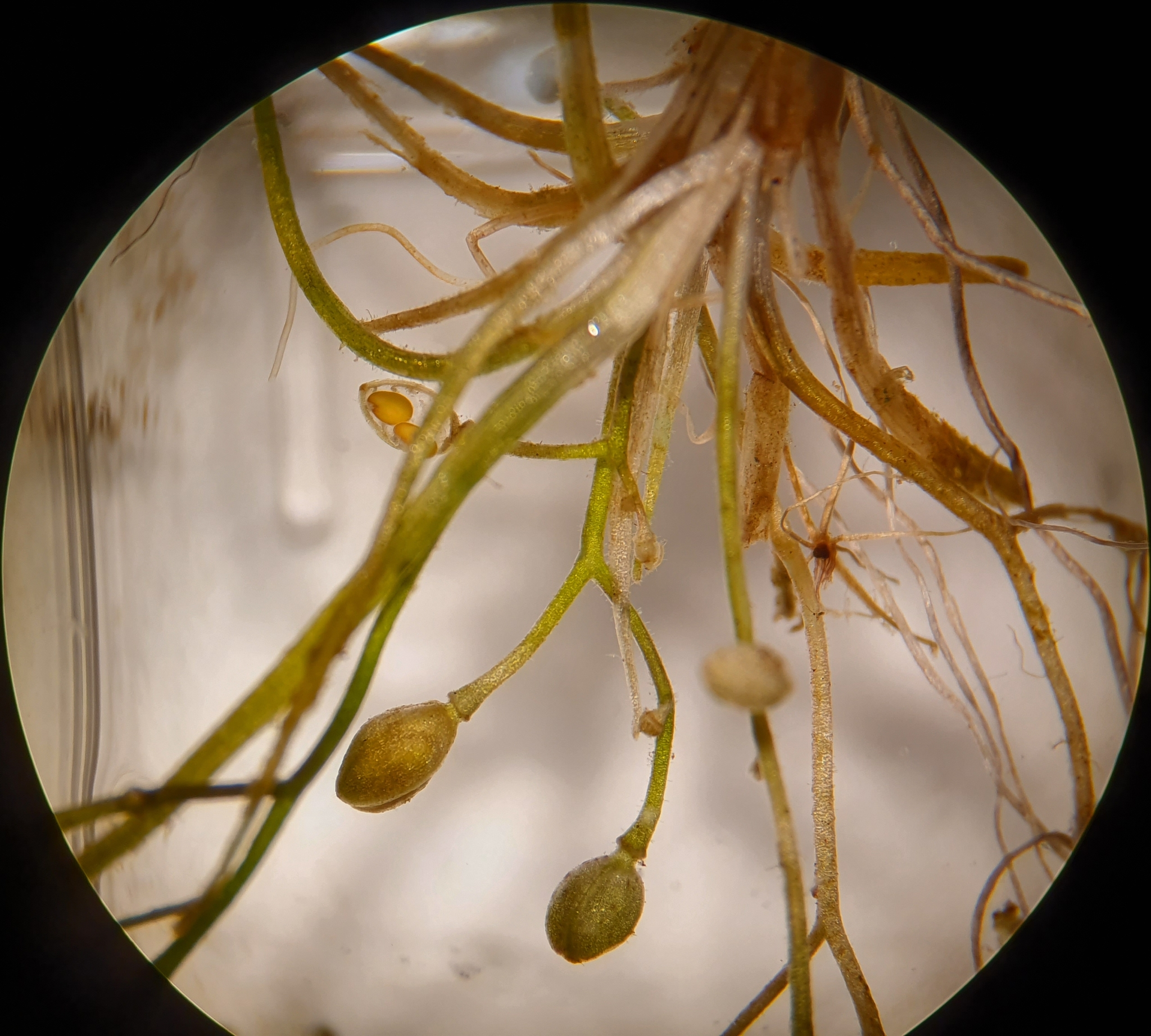
Vruchten en vrucht met twee zaden

Priemkruid staat op zonnige plaatsen in voedselarm, ondiep, vrij kalkarm, stikstofarm, helder, koud water met een grind- en zandbodem zonder bezinksel. Ze groeit op de bodem van plassen en meren, van voedselarme vennen en vijvers en van veenputten. Deze circumpolaire soort groeit in de koelere zones van Europa, Noord-Amerika en Azië en komt lokaal ook voor in zuidelijk gelegen gebergten. De soort is eenmalig in Nederland gevonden in een plas tussen Lunteren en Ede. In grote delen van Midden-Europa gaat de soort sterk achteruit of is reeds verdwenen wat vooral aan eutrofiëring te wijten zou zijn. Priemkruid kan overwinteren in ondergedoken staat en wordt niet alleen via het water maar vooral door watervogels verspreid. De soort groeit vaak samen met oeverkruid, soorten van het geslacht Isoetes en waterlobelia en kunnen daarmee in vegetatieve staat makkelijk verward worden. Let daarom op de kenmerken die in Flora’s vermeld worden over de bladvorm en dwarsdoorsnede.

## Ondersoort
Subularia aquatica subsp. americana G. Mulligan & Calder